# 베지트
베지트는 도리야마 아키라의 만화드래곤볼의 등장인물이다.

## 소개
- 손오공 (드래곤볼)과 베지터의 포타라(귀걸이)를 통해 탄생한 합체 전사이며, 잠재능력 개방후의 손오반 등을 흡수한 마인 부우마저 발 하나로 제압 가능한 드래곤볼 Z 세계관 최강자다.  원래는 귀걸이에 의한 합체이기 때문에 분리가 불가능하였지만, 일행들을 구하러 부우의 몸에 잠입하며 통상의 오공과 베지터로 돌아간 후, 드래곤볼 슈퍼 66화에서 재등장한다.  계왕신의 합체는 분리가 안되지만 계왕신이 아닌 자의 합체는 1시간동안만 유효하다.(단 포타라로 합체한 자들이 블루와 같은 기 소모가 심한기술을 사용하면 합체가 고작 몇분 지속된다.)
- 손오공 (드래곤볼)의 에네르기파나 순간이동, 베지터의 빅뱅어택이나 파이널 플래쉬 등을 구사할 수 있고, 손오공의 카메하메하와 베지터의 파이널플래쉬가 융합한 기술인 파이널 카메하메하, 자신만의 기술인 스피릿 소드를 자력기로 가지고 있다. 드래곤볼 슈퍼미래 트랭크스편에서 재등장하였지만 계왕신이 아닌자는 1시간 밖에 유지가 안되는 설정 변경으로 인해 큰 약점이 생겼다. 그리고 오지터와 다르게 앞머리가 두가닥 내려온다.  그리고 오지터와 슈퍼사이어인 갓 SS(슈퍼사이어인 블루)의 색이 다른 이유는 작화문제가 아니라 숙련도 차이다.

## 외형
외형은 메타몰성인 특유의 댄스 퓨전으로 태어난 오지터와는 달리 베지터보다는 손오공에 가깝다. 하지만 극단적으로 자신만만한 성격은 베지터에 좀 더 가깝다. 

## 기술
기술은 위에 나왔듯이 에네르기파, 궁극기인 파이널 에네르기파,순간 이동,스피릿 소드등이 있다. 하지만 기술은 웬만한건 베지터,손오공의 원래기술만 쓴다.
(다른 기술:백뱅 어택,빅뱅 에네르기파,파이널 플래쉬,등)

## 변신
작중에서는 슈퍼사이어인,슈퍼사이어인 블루 까지변신한다.(블루를 변신하는 것으로 보아 슈퍼사이어인2,슈퍼사이어인3,슈퍼사이어인 갓도 가능한 것으로 추정)